# آلوتو
آلوتو (به لاتین: Aluto) یک کوه در اتیوپی است که در اتیوپی واقع شده‌است. آلوتو ۲٬۳۶۵ متر بالاتر از سطح دریا واقع شده‌است.